# Raskin Auto Liège
Raskin of Raskin Auto Liege (afgekort R.A.L.) is een Belgisch merk van mechanische persen, een historisch automerk en een merk van inbouwmotoren voor motorfietsen.

## Raskinmotorfietsen
Omstreeks 1900 begon Hubert Raskin in zijn garage in Luik met de constructie van motorfietsen. Volgens "Paul Kelecom: Monographie des Industries du Bassin de Liège, Industrie du Cycle et de l'Automobile, Paul Kelecom, Liège 1905" produceerde dit bedrijf in 1905 eveneens inbouwmotoren.

## Raskin Auto Liège (R.A.L.)
Zeer waarschijnlijk is dit hetzelfde bedrijf dat bekend was als R.A.L. (Raskin Auto Liège) en dat ook auto's produceerde. Vanaf 1908 begonnen Hubert Raskin en F. Aigret met de constructie van auto's op basis van originele Franse onderdelen. De wagens waren vrij licht van constructie (zo'n 475 kilogram) en waren al vrij aerodynamisch uitgevoerd. De auto's waren verkrijgbaar met een monoblokmotor van viercilinders met een inhoud van 1593 cc of 1743 cc. Deze laatste haalde een topsnelheid van 75 km/uur en had een verbruik van 8,5 liter per 100 kilometer. Er was de keuze tussen drie types van chassis: een wagen met twee zitplaatsen, eentje met vier zitplaatsen en een coupé met twee zitplaatsen. Aan de productie kwam een einde door de Eerste Wereldoorlog.

## Mechanische persen
Na de Eerste Wereldoorlog startte Raskin met de bouw van mechanische persen. In 1921 werd er een nieuwe fabriek gebouw aan de oevers van de Ourthe in Angleur, een voorstad van Luik. Na verloop van tijd werd Raskin de grootste fabrikant van excenterpersen. De persen werden verkocht in België maar er was ook een belangrijke exportmarkt, vooral naar Frankrijk.
In 1946 werd het familiebedrijf een naamloze vennootschap en kwam zoon Paul Raskin aan het roer. In de Ateliers Raskin werden eveneens guillotinescharen gebouwd en in Méry werd een tweede fabriek gebouwd waar walsrollen werden vervaardigd. Raskin werd een van de grotere werkgevers in het Luikse.
De devaluatie van de Franse frank en de economische crisis van de jaren zeventig brachten de onderneming in grote moeilijkheden ondanks een goed gevuld orderboek. In het voorjaar van 1978 werd Raskin failliet verklaard. Er werkten op dat moment nog 305 arbeiders en 115 bedienden. De afdeling in Méry werd overgenomen door OSB (Ohio Steel Belgium), een afdeling van Cockerill-Sambre. De fabriek in Angleur sloot definitief haar deuren na het afwerken van de lopende orders.